# Blankersplas
De Blankersplas is een plas in het dorp Meijel, gemeente Peel en Maas in Limburg.
De plas ligt in natuurgebied het Molentje en vormt een onderdeel van de Verheven Peel (een complex van Peelrestanten bestaande uit o.a. Mariapeel, Deurnese Peel, Zinkske, Heitrakse Peel, Liesselse Peel, Grauwveen en Scherliet). Het Molentje is gevormd in een oud Maasdal dat hier in het Midden-Pleistoceen door de Maas is uitgeschuurd. In het verleden is hier turf gestoken, maar er is nog op veel plaatsen ongeveer een meter veen over. Het noordelijk deel van het Molentje ligt in de provincie Brabant, is in zijn geheel aangewezen om door de overheid te worden aangekocht in het kader van het beleid om in Nederland een netwerk van natuurgebieden te ontwikkelen (de zogenaamde Ecologische Hoofd Structuur: EHS) en al voor een groot deel verworven. Het zuidelijk deel ligt in Limburg en is niet aangewezen als EHS. Toch is hier in 2003 20 hectare aangekocht door de provincie Limburg, nadat natuurbeschermer Piet Blankers uit Meijel de provincie ervan had weten te overtuigen hoe belangrijk dat deel was uit met name geohydrologisch standpunt. Het ligt namelijk op de waterscheiding en beïnvloedt daarom waterkwaliteit en kwantiteit van het gehele Molentje. Na aankoop is een deel afgegraven, waardoor een plas ontstond, die gevoed wordt door kwelwater uit de ten noordoosten ervan gelegen Marisberg. 
In 2015 is door de stichting VEEN bij die plas een vogelkijkhut gebouwd. Bij de officiële opening daarvan op 4 juli 2015 door wethouder Arno Janssen van de gemeente Peel en Maas is de plas genoemd naar Piet Blankers, vanwege zijn verdiensten bij de totstandkoming van dit project.